# Comuna de Mirosławiec
Mirosławiec (polaco: Gmina Mirosławiec) é uma gminy (comuna) na Polónia, na voivodia de Pomerânia Ocidental e no condado de Wałecki.
De acordo com os censos de 2007, a comuna tem 5878 habitantes, com uma densidade 28,9 hab/km².

## Área
Estende-se por uma área de 203,27 km².

## Demografia
Dados de 30 de Junho 2004:
|                      | Total   | Total | Mulheres | Mulheres | Homens  | Homens |
| -------------------- | ------- | ----- | -------- | -------- | ------- | ------ |
|                      | pessoas | %     | pessoas  | %        | pessoas | %      |
| População            | 6080    | 100   | 3040     | 50       | 3040    | 50     |
| Densidade (pop./km²) | 31      | 100   | 15,5     | 15,5     | 15,5    | 15,5   |

De acordo com dados de 2002, o rendimento médio per capita ascendia a 1509,67 zł.